# Hamburská observatoř
Hamburská observatoř nebo také Hamburská hvězdárna (německy: Hamburg Sternwarte) je astronomická observatoř nacházející se ve čtvrti Bergedorf v Hamburku v severním Německu. Od roku 1968 ji vlastní a provozuje Hamburská univerzita, ačkoli byla založena už v roce 1825 městem Hamburk a na své současné místo se přestěhovala v roce 1912. Provozuje dalekohledy v Bergedorfu, na dvou předchozích místech v Hamburku, ale i na dalších observatořích po celém světě, a podporuje také vesmírné mise.
Největší blízkozemský objekt objevil na této observatoři německý astronom Walter Baade 23. října 1924. Jedná se o asteroid 1036 Ganymed s průměrem asi 35 km.
Hamburský 1metrový zrcadlový dalekohled (1911) byl v té době jedním z největších dalekohledů v Evropě a podle některých měření čtvrtý největší na světě. Observatoř má také starý velký refraktor (Großen Refraktor), dlouhý dalekohled s čočkou (60 cm/~23,6 v cloně) s tubusovou ohniskovou vzdáleností 9 metrů a je zde ještě jeden menší zachovaný z 19. století. Dalším znamným historickým exponátem je první a původní Schmidtův dalekohled, typ známý svými širokoúhlými výhledy.
Karl Rümker, ředitel observatoře, získal v roce 1854 zlatou medaili od Královské společnosti za katalog hvězd z roku 1852 s pozicemi 12 000 hvězd. Od roku 1968 na observatoři a na univerzitě působí český astronom Luboš Kohoutek, objevitel komety nesoucí jeho jméno.

## Historie

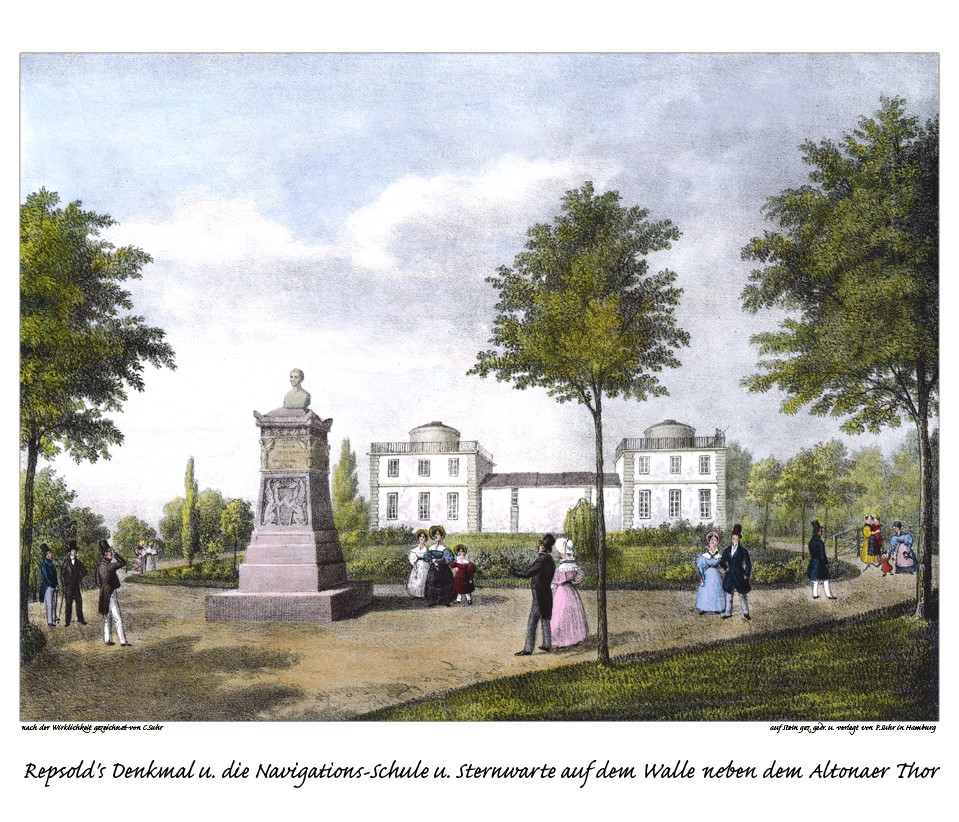
Hvězdárna se školou navigace s památníkem zakladatele hvězdárny (cca 1840 od fr. Christoffera Petera Suhra

### První hvězdárna na Stintfangu
Johann Georg Repsold, zakladatel hamburské observatoře, postavil svou vlastní malou observatoř v roce 1802 na tzv. Albrechtově baště (Bastion Albertus; bašty v novém hradebním systému se jmenovaly podle hamburských radních ze 17. století) na návrší Stintfang na pravém břehu řeky Labe nad přístavištěm St. Pauli. Repsold, který se vyučil hydraulickým inženýrem v Ritzebüttelu na předměstí Hamburku u Cuxhavenu, byl od roku 1799 odpovědný za městský hasičský sbor a údržbu majáků. Vedle své odborné činnosti se věnoval zejména konstrukci astronomických pozorovacích přístrojů, které byly velmi kvalitní. V roce 1811, za napoleonských válek, musela být hvězdárna zbořena. V témže roce podal Repsold do hamburského senátu první žádost o zřízení městské observatoře, kterou v roce 1820 zopakoval spolu s Jonasem Ludwigem von Hessem a Johannem Theodorem Reinkem.

### Druhá hvězdárna na holštýnké hradbě

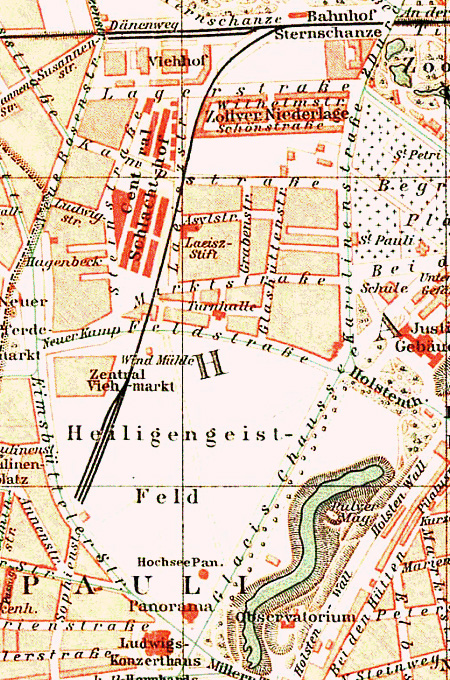
Observatoř na Holstenwallu na mapě z roku 1890 (vpravo dole)

V témže roce Repsold vysvětlil hamburskému senátu nutnost vybudování observatoře v kombinaci s novou školou navigace. Jako vhodná lokalita byla vybrána tzv. Jindříchova bašta (Bastion Henricus) u tzv. Mlýnské brány (Millerntor) na západní straně hradebního systému (tzv. Holstenwall - holštýnská hradba). Teprve v roce 1824 Senát souhlasil s podmínkou, že Repsold poskytne pozorovací přístroje zdarma. Stavba hvězdárny byla částečně dokončena v roce 1826. Hvězdárnu tvořila dvoukřídlá budova se dvěma dřevěnými kopulemi na střeše. Polovinu budovy využívala námořní škola.
Poté, co Repsold v roce 1830 zemřel při hašení požáru, rozhodl Senát o převzetí hvězdárny jako státního ústavu, jakmile bude zajištěno soukromé financování provozních nákladů. Novým ředitelem se stal astronom Karl Rümker, který do té doby vedl observatoř v Parramattě (jediná observatoř v Austrálii). Repsoldovi synové a později jeho vnuci vybudovali společnost „A. Repsold & Söhne“ v Hamburku, která se stala jednou z předních světových společností na výrobu optických přístrojů. Společnost existovala až do roku 1919. Když Rümker v roce 1857 odešel z důvodu věku do důchodu, převzal vedení jeho syn George Rümker. Po smrti George Rümkera v roce 1900 byl ředitelem jmenován Richard Schorr.
Kromě astronomického pozorování a astrometrie bylo hlavním úkolem hvězdárny určovat přesný čas. Ten byl určován pomocí poledníkového dalekohledu. Hodinový systém observatoře řídil několik normálních hodin, později časovou kouli hamburského přístavu a telefonické hlášení času.
Koncem 19. století byla lokalita těžce postižena narůstajícím znečištěním ovzduším, světelným znečištěním a také vibracemi, takže bylo nutné přesídlení. Jako nové místo byl vybrán Gojenberg v Bergedorfu.
Po demolici hvězdárny zde bylo v roce 1914 vybudováno Muzeum historie Hamburku.

### Dnešní observatoř v Bergedorfu

Umístění budov na Bergdorfu

Stavba nové hvězdárny začala v roce 1906, v roce 1909 byla dokončena většina budov a byly instalovány první dalekohledy. Observatoř byla oficiálně otevřena v roce 1912.
Zpočátku byla observatoř vybavena meridiánovým kruhem, velkým refraktorem s průměrem apertury 60 cm od "Repsold & Söhne", newtonovským dalekohledem od firmy Carl Zeiss s primárním zrcadlem o průměru 1 m, dvojitým astrografem rovněž od Zeisse pro astrofotografii a dalekohledy ze staré observatoře.
V následujících letech vzniklo několik rozsáhlých hvězdných katalogů, včetně katalogu AGK2 (Astronomische Gesellschaft Katalog sestavovaná od 20. let 20. století spolu s observatoří v Bonnu a publikovaný mezi roky 1951 - 1958). Fyzikální vlastnosti hvězd byly zkoumány pomocí dvojitého astrografu. Walter Baade zkoumal rozložení hvězd v Mléčné dráze a dalších galaxiích.
V letech 1905 až 1929 uskutečnila observatoř několik expedic k pozorování úplných zatmění Slunce, mimo jiné do Alžírska, Mexika, Švédska a na Filipíny.
Od roku 1926 pracoval na observatoři jako nezávislý pracovník optik a konstruktér dalekohledů Bernhard Schmidt. Zde se Schmidtovi v roce 1930 podařilo vyrobit asférickou korekční čočku a vynalézt tak Schmidtovo zrcadlo. Širokoúhlá kamera, která je extrémně jasná a bez komy až po okraj fotografické desky, je jednou z radikálních inovací v astrofotografii 20. století. Plánované velké Schmidtovo zrcadlo mohlo být realizováno až po válce.
V roce 1941 odešel z funkce ředitele Richard Schorr a vedení observatoře převzal Otto Heckmann. Od počátku 2. světové války jako „ústav důležitý pro válečné úsilí“ plnil pouze úkoly pro armádu, zejména výpočty polohy pro vojenskou navigaci a pozorování slunečních aktivit. Celý areál hvězdárny v Bergedorfu přežil válku téměř zcela bez úhony.

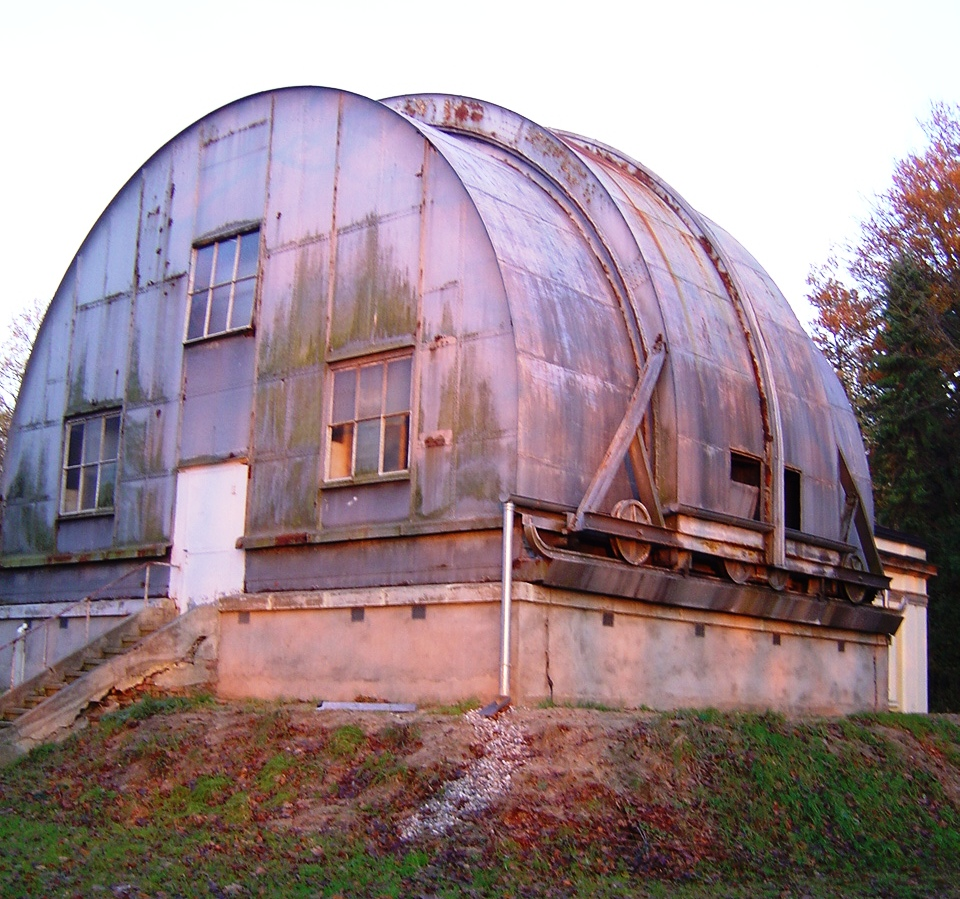
Ochranná stavba poledníkového kruhu (2005)

Heckmannovým jmenováním se observatoř ohradila proti vlivu Nacionálně socialistického německého lektorského svazu na personální obsazení. Otto Heckmann zůstal odpůrcem ideologické „německé fyziky“, mimo jiné se v roce 1940 úspěšně zúčastnil tzv. „Mnichovského kolokvia“ s Carlem Friedrichem von Weizsäckerem. Po roce 1945 byl jako ředitel hamburské observatoře také mezinárodně považován za uznávaného astronoma.
V roce 1954 bylo uvedeno do provozu výše zmíněné dlouho plánované velké Schmidtovo zrcadlo (Hamburger Schmidt-Spiegel), navržené firmou Heidenreich & Harbeck. Byl také zřízen systém pro potahování zrcadel hliníkem, a to o průměru až 1,5 m. Závod je v provozu dodnes.
V roce 1962 byla v Hamburku oficiálně založena Evropská jižní observatoř, jejímž prvním generálním tajemníkem byl zvolen právě Otto Heckmann, a tak prvním sídlem ESO bylo centrum města Bergedorf, V roce 1975 se sídlo přestěhovalo do Garchingu u Mnichova, kde sídlí dodnes.
V roce 1968 se observatoř stala odborným ústavem pod katedrou fyziky Hamburské univerzity.
V roce 1971 byl instalován zónový astrograf od firmy Carl Zeiss. V roce 1976 bylo velké Schmidtovo zrcadlo přemístěno na německo-španělskou observatoř Calar Alto v jižním Španělsku. Na jeho místě byl v Bergedorfu uveden do provozu velký dalekohled Ritchey-Chrétien-Cassegrain s průměrem apertury 1,20 m jako Oskar-Lühningův dalekohled. Později byla observatoř vybavena moderní kontrolní a záznamovou technikou a dodnes slouží k výukovým a výzkumným účelům.

### Luboš Kohoutek v Hamburku
V roce 1968 získal Luboš Kohoutek díky ohlasu Katalogu planetárních mlhovin vydanému o rok dříve (s dr. Lubošem Perkem) místo vědeckého pracovníka na observatoři v Hamburku. Zde prováděl především výzkum planetárních mlhovin, během nějž se mu podařilo objevit velké množství planetek a komet, včetně jedné z nejjasnějších komet 20,. století Kohoutek 1973 E1, která jej proslavila po celém světě.

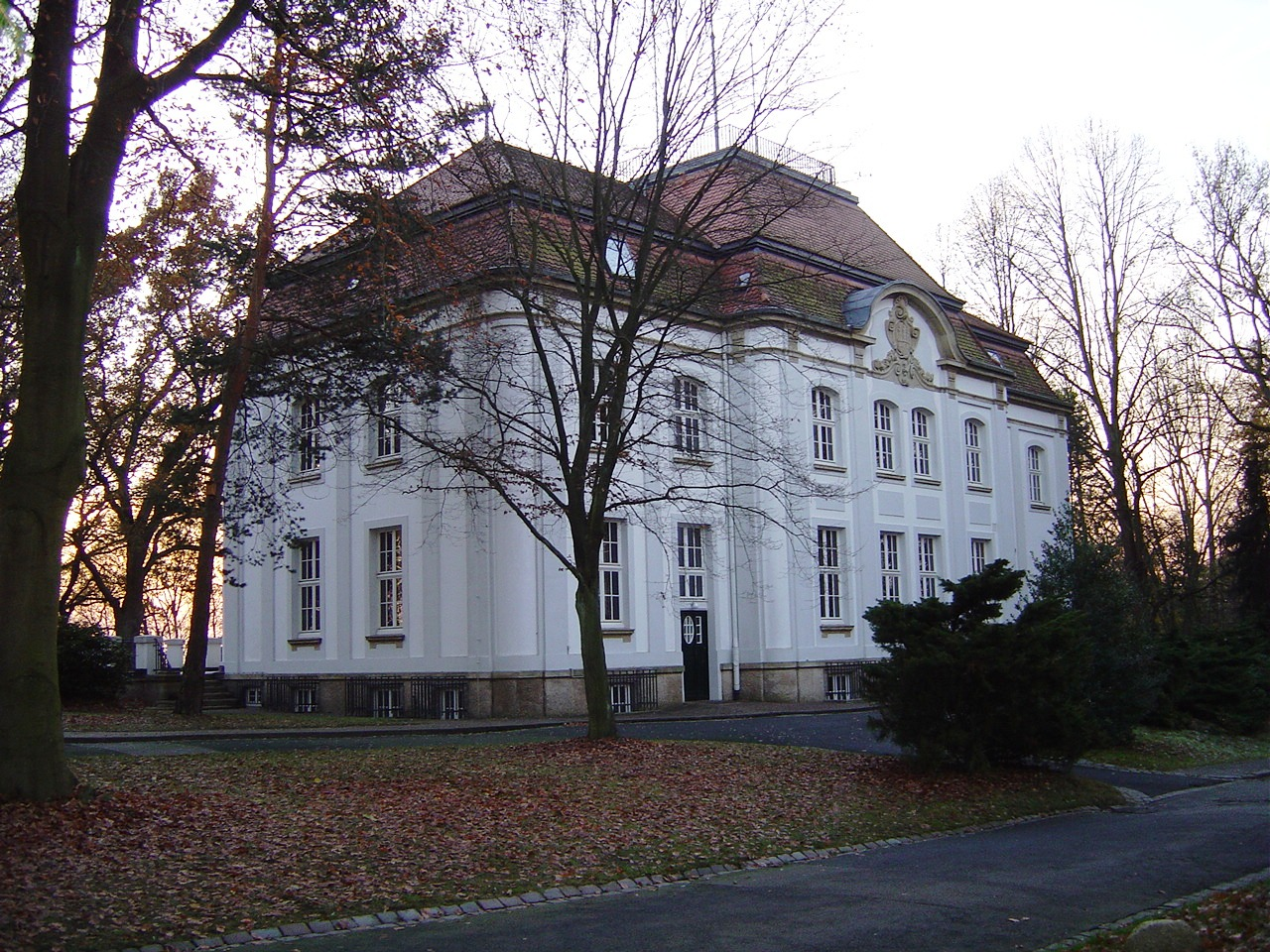
Hlavní budova knihovny

### Schmidtovo muzeum
Schmidtovo muzeum se nachází v suterénu hlavní budovy, ve kterém jsou vystaveny přístroje Bernharda Schmidta, včetně prvního Schmidtova zrcadla, které zkonstruoval.

### Knihovna
Knihovna, obsahující více než 70 000 svazků, sídlí v hlavní budově a obsahuje všechny důležité astronomické publikace za posledních 200 let.

### Památková ochrana
V roce 1996 byla celá hvězdárna umístěna pod památkovou ochranu a v roce 1999 byla zrekonstruována hlavní budova.
V roce 2008 zařadil státní ministr kultury Bernd Neumann hvězdárnu do propagace celostátně významných kulturních památek. V současné době navíc probíhá žádost o status světového dědictví UNESCO, do níž je nominována hamburská observatoř spolu s observatořemi z jiných zemí.

### Současná aktivita
Kromě astrofyzikální výuky a výzkumu nabízí hamburská hvězdárna pravidelně astronomické přednášky, veřejná pozorování oblohy a dny otevřených dveří. Ve spolupráci s vedením školy jsou v rámci projektu "Astronomická dílna" nabízeny workshopy pro školy a prázdninové kurzy. Několikrát se zde také konala „vision sternwARTe“, umělecká výstava literárními a koncertními recitály, kterou pořádalo Sdružení pro podporu umění, kultury a komunikace v Bergedorfu. Známá jihoafrická popová hvězda, zpěvák, skladatel a herec Ike Moriz, původem z Bergedorfu, zde v roce 2011 několikrát koncertoval a v říjnu 2009 na hvězdárně natočil i videoklip ke své písni „Starry Night“.

#### Návštěvnické centrum
Areál hvězdárny je od roku 2011 otevřen široké veřejnosti o sobotách a nedělích. Planetární stezka a budovy hvězdárny jsou opatřeny vysvětlujícími panely. Návštěvnické centrum ve zrekonstruované budově s 1metrovým zrcadlovým dalekohledem nabízí ve středu až pátek obědy a o víkendu služby kavárny. Začínají zde pravidelné prohlídky hvězdárny a v hlavní budově je k vidění také historická knihovna a věrný model Hamburské časové koule (Hamburger Zeitball).

#### Spolek přátel hvězdárny
Vzhledem k obtížné ekonomické situaci hvězdárny byl v roce 1998 založen Spolek přátel hambursé hvězdárny (Förderverein Hamburger Sternwarte e.V.). Cílem spolku je především zachování budovy a astronomického vybavení hvězdárny v souladu s památkovou ochranou. Kromě toho podporuje astronomické vztahy s veřejností a do budoucna si klade za cíl využívat jednu z budov jako veřejnou observatoř. Žádost o status světového dědictví, která probíhá od roku 2012, je důležitým těžištěm práce spolku.

## Dalekohledy

### Velký refraktor

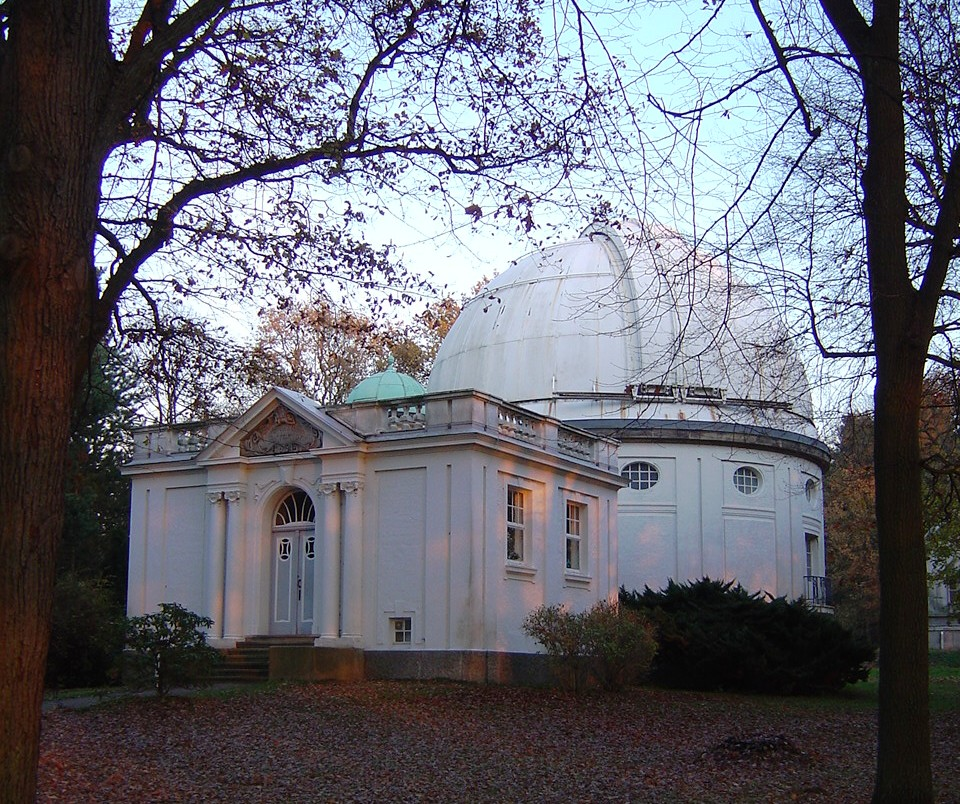
Budova s velkým refraktorem

Velký refraktor má průměr objektivu 60 cm a ohniskovou vzdálenost 9 m. Je to jeden z největších refraktorů v Německu a nyní se používá především pro veřejné pozorování oblohy. Na hlavním dalekohledu je dále naváděcí dalekohled s průměrem 18 cm a ohniskovou vzdáleností 8,5 m a také zaměřovací dalekohled s průměrem 10 cm.
Budova kupole byla postavena firmou Carl Zeiss v roce 1909, tubus a montáž byly dokončeny v roce 1911 firmou Repsold & Sons. Dvoučočkovou optiku však dodala až mnichovská firma Steinheil v roce 1914, protože výroba velkých bezchybných skleněných čoček byla velmi problematická. Protože objektiv určený pro vizuální pozorování byl pro astrofotografii nepoužitelný (v té době byly fotografické desky citlivé pouze na modrou), byla v roce 1925 firmou Steinheil vyrobena fotograficky korigovaná čočka, kterou bylo možné v případě potřeby využít. Podlaha kopule je navržena jako zvedací plošina a lze ji zvednout o 4,5 m pomocí elektromotorů a ocelových lan. To umožňuje pozorovateli pohodlně hledět do okuláru v jakékoli poloze dalekohledu, aniž by musel lézt po žebříku nebo používat výškově nastavitelnou astronomickou židli.
Velký refraktor byl zpočátku využíván především pro vizuální pozorování planet a proměnných hvězd. Později byly pomocí fotografických metod studovány otevřené hvězdokupy a proměnné hvězdy a byly prováděny spektroskopické studie. Během druhé světové války byla kopule a zdvihací plošina proražena zápalnou bombou. Bomba uvízla ve sklepě, aniž by vybuchla.
Po válce byl refraktor využíván k měření magnetického pole Slunce a pro fotometrii. V roce 1969 byl instalován zvláště rychle reagující fotometr, kterým bylo možné sledovat kolísání světla pulsaru v Krabí mlhovině. Vyhodnocením zákrytů hvězd Měsícem bylo možné určit úhlové průměry hvězd. Od 70. let 20. století se refraktor využíval pro astrometrii.

### 1metrový zrcadlový dalekohled

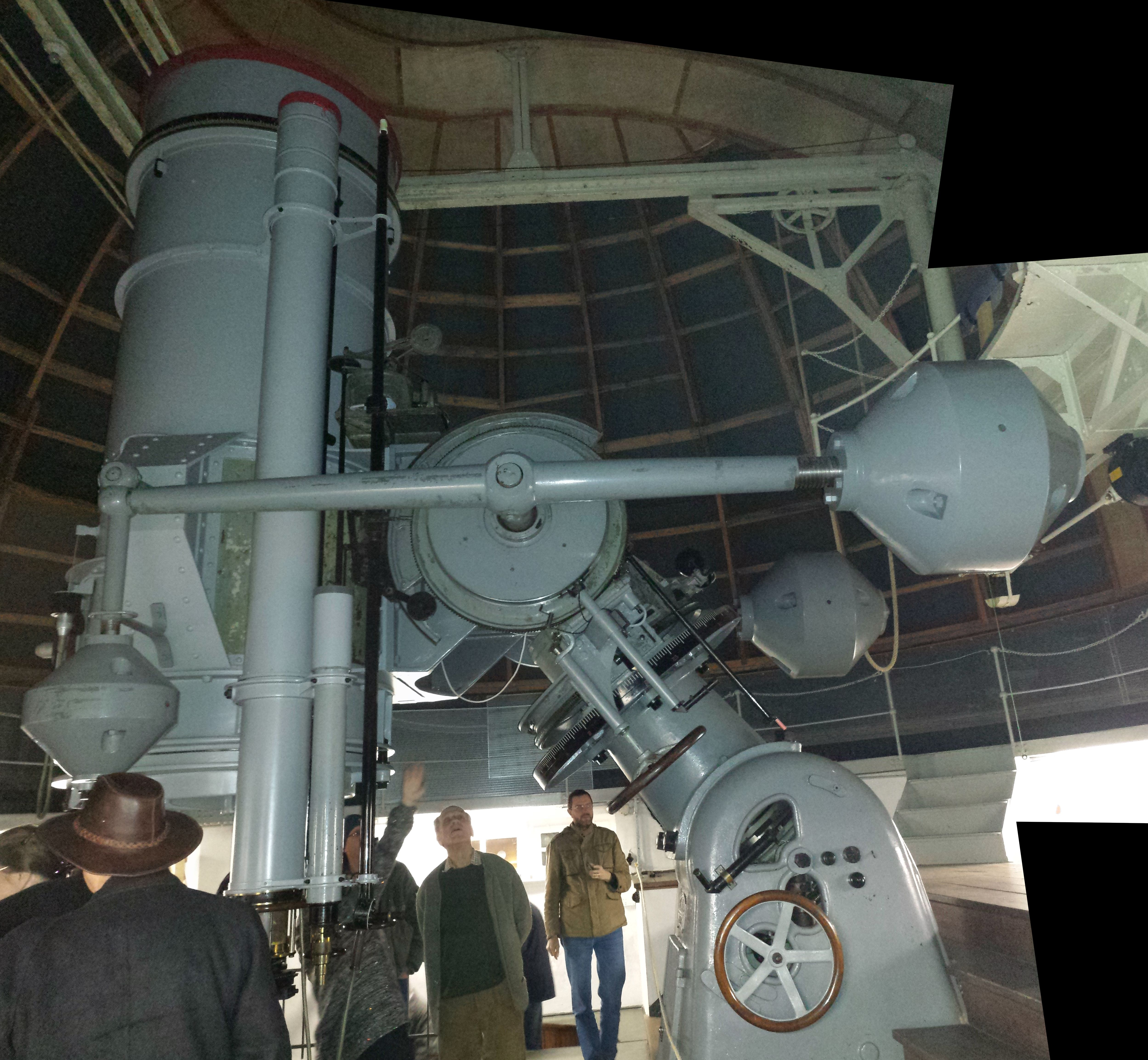
1m reflektor po rekonstrukci

Na počátku 20. století nabývaly na významu zrcadlové dalekohledy, tzv. reflektory. Protože - na rozdíl od refraktorů - nemají žádné barevné chyby, jsou vhodné zejména pro astrofotografii. Velký 26tunový zrcadlový dalekohled původně vyrobila společnost Carl Zeiss jako typ Newton s průměrem zrcadla 1 m a ohniskovou vzdáleností 3 m. Primární zrcadlo se vlastní vahou propadlo, takže Zeiss musel vyrobit nový držák zrcadla. Když byl v roce 1911 uveden do provozu, byl dalekohled čtvrtým největším na světě a největším dalekohledem v Německu. Silné železné tyče v osách absorbují hmotnost dalekohledu a odlehčují uložení os, čímž je dosaženo obzvláště přesného pohybu a sledování bez tření.
Do roku 1920 bylo pořízeno více než 1700 fotografických desek, které sloužily především k hledání a určování drah planetek a komet. Během této doby bylo v Bergedorfu objeveno 30 nových planetek a jedna kometa (1918III Schorr) a znovuobjeveny dvě periodické komety. Od roku 1920 fotografoval Walter Baade dalekohledem hvězdokupy, planetární mlhoviny a galaxie a publikoval průkopnické práce o kulových hvězdokupách a rozložení hvězd. Kromě toho se mu podařilo objevit dvě kupy galaxií, kometu (1922II Baade) a několik menších planet, včetně (944) Hidalgo.
Poté, co Baade v roce 1931 odjel do USA, sloužil teleskop opět hlavně k pozorování planetek a komet. Kromě toho bylo každoročně zkoumáno spektrum emisních čar mlhoviny v Orionu. Za účelem optimalizace dalekohledu pro spektroskopii byl v roce 1947 přeměněn na typ Nasmyth–Cassegrain se sekundárními a terciárními zrcadly, čímž se ohnisková vzdálenost zvýšila na 15 m. Do roku 1972 bylo zaznamenáno několik tisíc hvězdných spekter.
V 80. letech 20. století bylo zařízení ještě využíváno k praktickým účelům, poté až do vyřazení z provozu pouze pro veřejné pozorování. Sdružení podporující hvězdárnu umožnilo komplexně a pečlivě zrestaurovat a zrekonstruovat budovu dalekohledu a kopule. 1m zrcadlo je opět v provozu pro astronomický výzkum a veřejné pozorování od roku 2014.

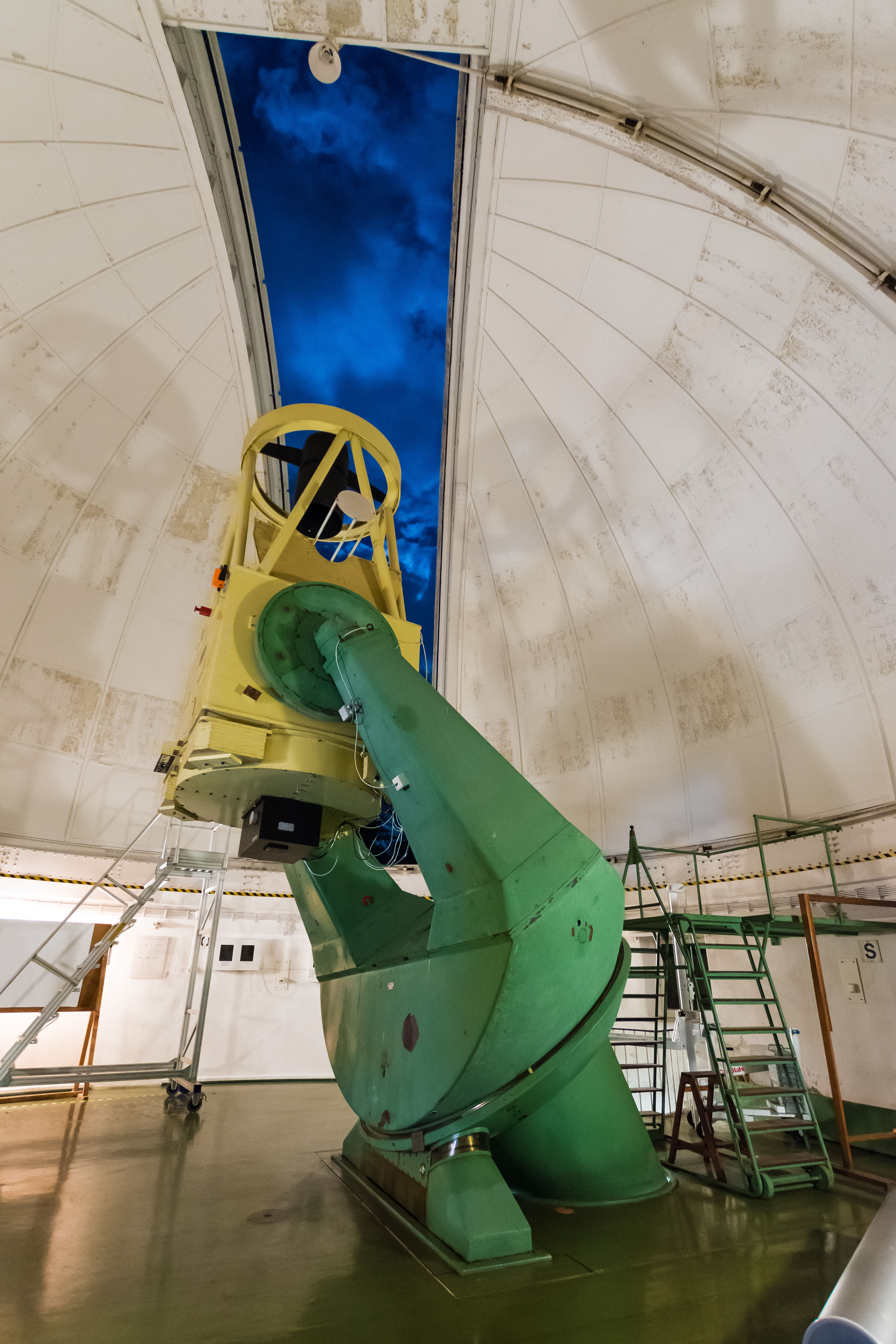
Teleskop Oskara Lühninga

### Další dalekohledy v Bergedorfu
- Rovníkový refraktor (Äquatorial); s aperturou 26 cm a ohniskovou vzdáleností; postaven v 70. letech 19. století a přesunut do Bergedorfu; nejstarší dochovaný dalekohled Hamburské hvězdárny, největší svého druhu vůbec
- Salvador, zrcadlový dalekohled typu Cassegrain s ohniskovou vzdáleností 8 m a 40 cm zrcadlem
- Poledníkový kruh, meridiánový kruh postavený v roce 1907 (A. Repsold & Söhne)
- Lippertův dalekohled, tři astrografické refraktory na jedné montáži; zkonstruovala firma Carl Zeiss, financoval Eduard Lippert
- Astrograf s 8.5 cm objektivem, ohnisková vzdálenost 2,06m; zkonstruován v roce 1924[3]
- Schmidtspiegel, první Schmidtův dalekohled od Bernharda Schmidta; nyní součástí Schmidtova muzea
- Fotografický refraktor (Zonenastrograph), přístroj financovaný Deutsche Forschungsgemeinschaft (DFG) v roce 1973; 23 cm průměr a 205,3 cm ohnisková vzdálenost, zkonstuován firmou Carl Zeiss Oberkochen
- Teleskop Oskara-Lühninga, typ Ritchey-Chretien s průměrem apertury 1,20 m a ohniskovou vzdáleností 15,60 m v Cassegrainově ohnisku, zkonstruován v roce 1975 a zrekonstruován jako robotický dalekohled v roce 2001
- Haburský robotický teleskop (Hamburg Robotic Telescope, HRT) byl zkonstruován společností Halfmann Teleskoptechnik, testován v roce 2002 a spuštěn online v roce 2005

### Dalekohledy na dalších místech
- Velký Schmidtův teleskop byl dokončen v roce 1954 a přesunut na observatoř Calar Alto v roce 1976, přičemž jeho místo na observatoři převzal teleskop Oskar-Lühning
- 38 cm reflektor byl v roce 1968 pořízen observatoří v Hamburku na observatoři Stephanion v Řecku[4]
- Teleskop HRT byl instalován v březnu 2013 v Guanajuatu v Mexiku na observatoři tamější univerzity LaLuz; nyní úspěšně funguje pod novým názvem TIGRE; náklady a čas pozorování jsou sdíleny podle trojstranné dohody mezi univerzitami v Lutychu, Guanajuatu a Hamburku